# 生駒劇場
生駒劇場（いこまげきじょう）は、奈良県生駒郡生駒町（現・生駒市）にあった芸妓のための演舞場。生駒座、生駒演舞場、生駒歌劇場とも呼ばれた。1921年（大正10年）3月1日に演舞場として落成し、1930年（昭和5年）頃からは映画館・演劇場として使用され、1935年（昭和10年）頃まで存続した。
現在の宝徳寺の場所付近にあった。

## 歴史

### 生駒劇場の設立
1914年（大正3年）に大軌（現・近鉄）生駒駅が開業してから、生駒山山腹の宝山寺までの参道沿いには置屋がおいおい建ち始めていた。1918年（大正7年）に生駒鋼索鉄道（ケーブルカー）が宝山寺駅まで通じると、置屋は一挙に数を増した。
1921年（大正10年）に北生駒村が町制を施行して生駒町となり、生駒芸妓会社が結成されると、芸妓のための練習場が作られることになった。ちょうど大阪の新町演舞場の建て替えが計画されており、その古い建物をこの参道沿いに移築することになった。生駒劇場は1921年（大正10年）3月1日に落慶式を挙行した。

### 生駒歌劇団
1921年（大正10年）には、浅草オペラの根岸歌劇団にいた伊庭孝、佐々紅華、内山惣十郎らが生駒歌劇団を結成した。翻訳物の焼き直しの明け暮れに飽き足らず思っていた仲間を引き連れて生駒にやってきたのである。
8月の第1回公演では、『入鹿物語』、『アーティスト・ライフ』、『ナポレオンと仕立屋』（フレデリキ・マルテンス作）、『新浦島物語』の意欲的な自前の新作が発表され、9月には『入鹿物語』、『嘘の皮』、『クリスピノ』（ルイジ・リッチ作曲）に加え舞踊が演じられた。
宝塚歌劇団の向こうを張って生駒歌劇技芸学校を創設、後進の養成もはかろうとしていたのだが、週末しか客が入らないという財政上の理由から、10月の第3回『アイーダ』公演は京都の劇場で行われることになり、それが解散公演となった。

### その後
1929年（昭和4年）には宝山寺駅からさらに山上までケーブルが延長され、生駒山上遊園地が開園した。
1930年（昭和5年）、より山麓に近い場所に生駒舞踏場（ダンスホール）と芸妓の診療所が作られたことで、生駒劇場は演舞場という本来の役割を失った。映画館や演劇場となり、1935年（昭和10年）頃に閉鎖された。戦後まで存続して映画を上映していたとされることもある。
歌舞練場が映画館や演劇場に転換した生駒劇場とは別に、戦後には映画館の生駒劇場（生駒会館）も存在した。『映画便覧 1960』によると、生駒劇場（生駒会館）の経営者は沢村栄彦であり、木造2階建て、定員350の映画館だった。